# Johanna I av Auvergne
För andra regenter med samma namn och regentnummer, se Johanna I.

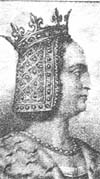
Johanna I av Auvergne

Johanna I av Auvergne, född 8 maj 1326, död september 29 1360 i Chateau d'Argilly, var en fransk drottning, gift med kung Johan II av Frankrike. Hon var i sig själv regerande vasallgrevinna av de franska vasallstaterna Grevskapet Auvergne och Boulogne mellan 1332 och 1360.

## Biografi
Johanna var dotter till greve Wilhelm XII av Auvergne och Boulogne och Marguerite d'Évreux, och därmed systerdotter till kung Filip III av Navarra.
Vid faderns död år 1332 blev Johanna regerande vasallgrevinna av Auvergne och Boulogne. Hon gifte sig med Filip av Burgund. Hennes make blev greve av Auvergne genom äktenskap, jure uxoris. Hon blev mor till Filip I av Burgund, som blev hertig av Burgund genom sin farfar.
Efter sin förste makes död gifte hon år 1349 om sig med Frankrikes kronprins. Året därpå blev hon drottning. Paret fick två döttrar, som dog som små.
Johanna I av Auvergne avled 1360 och efterträddes som vasallregent av sin son i första äktenskapet. 